# Open Season 2
Open Season 2 és una pel·lícula d'animació generada per ordinador, realitzada per Matthew O'Callaghan i Todd Wilderman, produïda per Sony Pictures. Es va estrenar als Estats Units el 24 de setembre de 2008.

## Argument
Elliot i Giselle finalment es casen, mentrestant, el Senyor Weenie troba un rastre de galetes el va seguint menjant-se-les i acaba sent "segrestat" pels seus propietaris Bob i Bobbie. Elliot ho veu i explica la història als altres animals, que es posen d'acord en ajudar-lo en la seva missió d'ajudar a salvar Weenie. Durant la missió lluiten contra un grup d'animals de companyia dirigit per Fifi, un caniche amb un odi intens pels animals salvatges.

## Repartiment

### Veus originals
- Joel McHale: Elliot
- Mike Epps: Boog
- Jane Krakowski: Giselle
- Billy Connolly: McSquizzy
- Cody Cameron: Mr. Weenie
- Crispin Glover: Fifi
- Steve Schirripa: Roberto
- Fred Stoller: Stanley
- Sean Mullen: Roger
- Diedrich Bader: Rufus
- Olivia Hack: Charlene
- Georgia Engel: Bobbie
- Danny Mann: Serge
- Matthew W. Taylor: Deni / Buddy / Ian

## Al voltant de la pel·lícula
- Open Season 3 va sortir directament en vídeo el 2011 als Estats Units.[2]